# Mauritius na Mistrzostwach Świata w Lekkoatletyce 2013
Mauritius na Mistrzostwach Świata w Lekkoatletyce 2013 – reprezentacja Mauritiusa podczas czempionatu w Moskwie liczyła 1 zawodnika.

## Występy reprezentantów Mauritiusa
| Konkurencja       | Zawodnik       | Eliminacje | Eliminacje | Finał    | Finał   |
| Konkurencja       | Zawodnik       | Rezultat   | Pozycja    | Rezultat | Pozycja |
| ----------------- | -------------- | ---------- | ---------- | -------- | ------- |
| Trójskok mężczyzn | Jonathan Drack | 15,54      | 20.        | NQ       | NQ      |